# Klaus Eberhardt (Politiker)

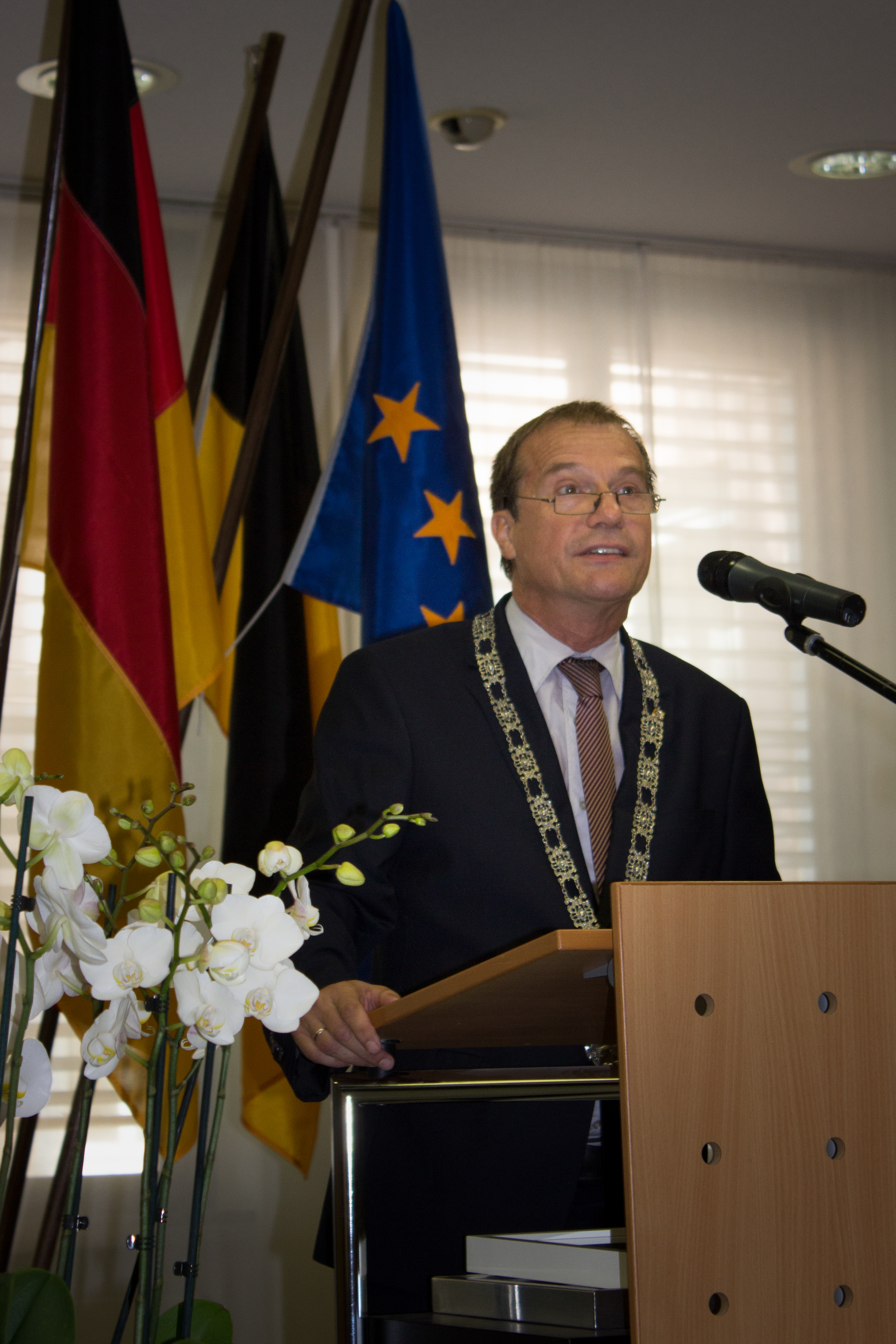
Klaus Eberhardt

Klaus Eberhardt (* 3. Oktober 1956 in Düsseldorf) ist ein deutscher Kommunalpolitiker der SPD und Oberbürgermeister der Großen Kreisstadt Rheinfelden.

## Leben
Eberhardt verbrachte seine Kindheit und Schulzeit bis 1976 in Ratingen. Von 1976 bis 1982 studierte er Stadt- und Regionalplanung an der Rheinischen Friedrich-Wilhelms-Universität Bonn und der TU Berlin, wo er das Studium als Diplom-Ingenieur abschloss. Seit dem Sommersemester 1976 gehörte er der Alten Breslauer Burschenschaft der Raczeks an und wurde später Alter Herr dieser Verbindung. Im Anschluss an sein Studium wurde er 1982 Stadtplaner in Goslar, wo er 1984 die Leitung der Umweltsanierung übernahm. 1986 wechselte er in der gleichen Funktion nach Osterholz-Scharmbeck.
Von 1990 bis 1992 war er als Stadtbauamtsleiter in Weil am Rhein und übernahm im Anschluss das Bürgermeisteramt, wo er für die Fachbereiche Bauen, Stadtentwicklung, Recht und Ordnung, Gebäudemanagement, Grundbuchamt sowie Betriebshof zuständig war. Von 1992 bis 2000 war er Geschäftsführer der Landesgartenschau GmbH. Am 22. April 2012 wurde er mit einem Stimmenanteil von 66,5 % im ersten Wahlgang zum Oberbürgermeister von Rheinfelden gewählt. Der Amtsantritt erfolgte zum 1. Juli 2012.
In der Stadtverwaltung Rheinfelden ist Klaus Eberhardt zuständig für die Bereiche des Hauptamtes, der Stadtkämmerei, des Amtes für Gebäudemanagement, des Stadtbauamtes, des Betriebshofes und des Rechnungsprüfungsamtes.
Im Jahr 2013 gliederte er die Bereiche Wirtschaftsförderung und Tourismus in die neu gegründete Gesellschaft Wirtschaftsförderung und Standortentwicklung Rheinfelden (Baden) aus. Im Zuge der Teilnahme am Wettbewerb Entente Florale Deutschland 2014 konnte Klaus Eberhardt eine Goldmedaille entgegennehmen und 2015 zusammen mit Rheinfelden (Aargau) die Stadt im internationalen Wettbewerb der Entente Florale Europe vertreten. Auch dort gewannen beide Rheinfelden die Goldmedaille.
Am 26. April 2020 wurde Klaus Eberhardt als Oberbürgermeister der Stadt Rheinfelden (Baden) bei einer von der Corona-Pandemie geprägten Wahl mit 95,54 Prozent im Amt bestätigt.
Klaus Eberhardt ist verheiratet und hat vier Töchter.

## Mitgliedschaften (Auswahl)
- Seit 2000 Kreis- und Regionalrat
- seit 2014 Fraktions-Vorsitzender der SPD-Fraktion im Landkreis Lörrach
- Mitglied des Aufsichtsrates RVL
- Mitglied im Aufsichtsrat der Kliniken GmbH des Landkreises Lörrach
- Vorsitzender des Aufsichtsrates der Wohnungsbaugesellschaft Rheinfelden mbH
- Vorsitzender des Aufsichtsrates Wirtschaftsförderung und Standortentwicklung Rheinfelden (Baden)
- Verbandsvorsitzender des Abwasserzweckverbandes Rheinfelden/Schwörstadt
- Stellvertretender Aufsichtsratsvorsitzender der Wirtschaftsregion Südwest
- Mitglied in der Hochrheinkommission, sowie in den Bauausschüssen des Städtetages Baden-Württemberg und des Deutschen Städtetages
- Stellvertretender Vorsitzender in der politischen Lenkungsgruppe der Internationalen Bauausstellung Basel 2020 (Vorsitzender der Deutschen Raumschaft)
- Mitglied im Vorstand des Trinationalen Eurodistrictes Basel
- Mitglied im Kommunalen Beirat des Energiedienstes
- Stiftungsrat in der Stiftung für trinationalen Umweltschutz (TRINUM) Basel
- Präsident der Stadtmusik Rheinfelden Baden e.V.
- Vorsitzender des Vereines Haus Salmegg (Kultur- und Geschichtsverein) in Rheinfelden
- Stiftungsrat in der Bürgerstiftung Rheinfelden